# Josef Gabl
Josef „Pepi“ Gabl (* 27. Oktober 1920 in St. Anton am Arlberg; † 13. August 1992 ebenda) war ein österreichischer Skirennläufer und -trainer.

## Biografie
Gabl war Mitglied im Ski-Club Arlberg. Ebenso wie sein Bruder Franz begann er schon früh mit dem Skisport. Um den Sport ausüben zu können, war er schon in jungen Jahren als Trainer tätig und betreute beispielsweise die englische Skimannschaft bei den Weltmeisterschaften 1938 in Engelberg. Als Rennläufer feierte er mehrere  internationale Erfolge. So gewann er 1941 das Feldbergrennen und wurde bei der Wintersportwoche in Garmisch-Partenkirchen Dritter der Kombination.
Im Zweiten Weltkrieg war Gabl ebenso wie sein Arlberger Skiclubkollege Josef Jennewein im 2./Jagdgeschwader 51 als Jagdflieger eingesetzt. Am 1. Juli 1943 flogen beide zusammen in zwei Maschinen einen Feindflug im Gebiet der Stadt Orjol. Nach dem Abschuss eines russischen Fliegers durch Jennewein meldete dieser einen Motorausfall an Gabl und ging hinter der Front nieder. Seit diesem Tag gilt Jennewein als verschollen.
Nach dem Krieg erreichte Gabl noch mehrere Podestplätze bei internationalen Rennen. Im Seegrube-Riesenslalom 1946 wurde er Zweiter, ebenso im Zürser-See-Riesenslalom 1947 und in der Abfahrt und Kombination 1948 in Sölden. Bei Großereignissen war Gabl aber noch nie am Start, und als er sich auch für die Olympischen Winterspiele 1948 nicht qualifizieren konnte, beendete er seine Karriere.
Danach war Gabl vorläufig in seinem erlernten Beruf als Maler tätig und übernahm das Malergeschäft der Eltern. 1950 wurde er nach Stowe im US-Bundesstaat Vermont eingeladen, um eine Skischule zu leiten. Er blieb dort für weitere zwanzig Winter. Ab Oktober 1955 bot er an der Timberline Lodge die erste internationale Summer Racing School an. Dazwischen war er während acht Sommer als Skilehrer in Australien tätig. Auch mit dem Spitzensport blieb er verbunden, so betreute er unter anderem die US-amerikanische Damenauswahl für die Weltmeisterschaften 1958 in Bad Gastein. Anfang der 1970er Jahre kehrte er wieder in seinen Heimatort St. Anton zurück, wo er am 13. August 1992 verstarb.
Seine 1948 geborene Tochter Gertrud wurde 1969 zur ersten österreichischen Gesamtweltcupsiegerin.